# Sound and Vision
Singles de David Bowie
Suffragette City
(juillet 1976) Be My Wife
(juin 1977)
Pistes de Low
What in the World
(3) Always Crashing in the Same Car
(5)
Sound and Vision est une chanson de David Bowie parue en 1977 sur l'album Low.
Elle est également éditée en single par RCA Records en février de l'année suivante. Bien que Bowie ne fasse aucun effort pour en assurer la promotion, elle se classe no 3 des ventes au Royaume-Uni.

## Musiciens
- David Bowie : chant, chœurs, saxophone baryton, Chamberlin, ARP Solina
- Ricky Gardiner : guitare solo
- Carlos Alomar : guitare rythmique
- George Murray : basse
- Roy Young : piano
- Brian Eno : piano, chœurs
- Mary Visconti : chœurs[1]
- Dennis Davis : batterie

## Équipe de production
- David Bowie, Tony Visconti : production
- Laurent Thibault : ingénieur du son au château d'Hérouville
- Eduard Meyer : ingénieur du son au studio Hansa[1]